# Days of Future Future
Days of Future Future é o décimo oitavo episódio da vigésima quinta temporada do seriado de animação de comédia de situação The Simpsons, que foi exibido originalmente na noite de 13 de Abril de 2014 pela FOX nos Estados Unidos. No episódio, Homer tem um novo clone para cada vez que ele morre, Lisa é casada com uma versão zumbi de Milhouse e Bart lida com questões de custódia com sua ex-esposa, Jenda.

## Produção
O episódio, intitulado de Days of Future Future, foi escrito por J. Stewart Burns, que fez sua segunda participação como argumentista desta temporada. Este é o quinto episódio de The Simpsons situado no futuro, sendo que os outros são "Lisa's Wedding" de 1995, "Bart to the Future" de 2000, "Future-Drama" de 2005, e "Holidays of Future Passed" de 2011 (este último escrito pelo próprio Burns). O episódio foi dirigido por Bob Anderson.
Amy Poehler é a estrela convidada, interpretando Jenda, uma personagem introduzida no episódio "Future-Drama".

## Enredo
Situado no futuro, Homer tem um novo clone para cada vez que ele morre. Lisa é casada com uma versão zumbi de Milhouse, Bart lida com questões de custódia com sua ex-esposa, Jenda. Cada um define o que o amor significa para eles.

## Recepção

### Crítica
Dennis Perkins, do The A. V. Club, deu ao episódio um "C", dizendo que "...o episódio parece um playground para os escritores se utilizarem de diversas piadas de Futurama.
Tony Sokol, do Den of Geek, deu ao episódio quatro estrelas(de um máximo de 5), dizendo que "no episódio há uma risada a cada 2,5 segundos".
Tereza Lopez, do TV Fanatic, deu ao episódio quatro estrelas(de um máximo de 5), dizendo que "o que não funcionou tão bem para mim nesta semana sobre a visualização do futuro foi a maneira em que uma parte dos acontecimentos da série não chegou a ter lugar."

### Audiência
A exibição original do episódio em 13 de abril de 2014 foi vista por 3,64 milhões de telespectadores, tendo 1,7 ponto. Foi o segundo show mais assistido da FOX naquela noite, perdendo apenas para Family Guy, com 4,39 milhões de telespectadores.